# Providentia (godheid)

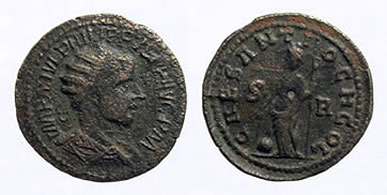
Munt van Philippus II met aan de achterkant Providentia.

Providentia was de Romeinse godin van het overleg en voorzorg. Het is typisch voor de Romeinse godsdienst om begrippen te personifiëren tot een godheid. Zo kennen we ook Fatum (Lot), Fides (Trouw), Fortuna (Fortuin), Spes (Hoop), enz. Providentia kwam vaak voor op Romeinse munten van staatswege. Op deze munten wordt ze vaak afgebeeld met een scepter of een cornucopia en heeft ze een globe in haar hand of naast haar voeten.
 